# Cirrosyllis ceylanica
Cirrosyllis ceylanica is een borstelworm uit de familie Hesionidae. Het lichaam van de worm bestaat uit een kop, een cilindrisch, gesegmenteerd lichaam en een staartstukje. De kop bestaat uit een prostomium (gedeelte voor de mondopening) en een peristomium (gedeelte rond de mond) en draagt gepaarde aanhangsels (palpen, antennen en cirri).
Cirrosyllis ceylanica werd in 1861 voor het eerst wetenschappelijk beschreven door Schmarda.